# Lukas Rupp
Lukas Rupp (Heidelberg, 8 januari 1991) is een Duits voetballer die meestal als rechtermiddenvelder speelt. Hij verruilde 1899 Hoffenheim in 2020 voor Norwich City.

## Clubcarrière
Rupp komt uit de jeugdopleiding van Karlsruher SC. In twee seizoenen kwam hij daarvoor tot 26 optredens in de hoofdmacht. In juli 2011 werd hij voor € 600.000 verkocht aan Borussia Mönchengladbach. Dat verhuurde hem in de winterstop voor zes maanden aan SC Paderborn 07, op dat moment actief in de 2. Bundesliga uitkomt. Bij terugkeer in München werd hij opnieuw reserve. Coach Lucien Favre gebruikte hem als plan B achter Patrick Herrmann.
Rupp tekende in mei 2014 een tweejarig contract bij SC Paderborn 07, dat hem transfervrij overnam van Mönchengladbach. Zijn eerste seizoen bij de club eindigde in degradatie uit de Bundesliga. Rupp zelf daalde niet met Paderborn af naar de 2. Bundesliga, maar tekende in plaats daarvan in juni 2015 een contract tot medio 2018 bij VfB Stuttgart. Een jaar later ging hij naar 1899 Hoffenheim. In 2020 ging hij voor een bedrag van €500.000,- naar Norwich City FC.